# Volodymyr Burakov
Volodymyr Burakov (né le 6 mai 1985) est un athlète ukrainien, spécialiste du 400 mètres.

## Biographie
Il se classe quatrième du 800 m lors des Championnats d'Europe en salle 2013, à Göteborg, derrière le Tchèque Pavel Maslák, le Britannique Nigel Levine et le Russe Pavel Trenikhin.

### Palmarès
| Date | Compétition                       | Lieu     | Résultat | Épreuve   | Performance   |
| ---- | --------------------------------- | -------- | -------- | --------- | ------------- |
| 2010 | Championnats d'Europe par équipes | Bergen   | 3e       | 4 x 400 m | 3 min 04 s 21 |
| 2012 | Championnats d'Europe             | Helsinki | 7e       | 4 x 400 m | 3 min 04 s 56 |
| 2013 | Championnats d'Europe en salle    | Göteborg | 4e       | 400 m     | 46 s 79       |

### Records
| Épreuve | Épreuve   | Performance | Lieu  | Date            |
| ------- | --------- | ----------- | ----- | --------------- |
| 400 m   | Plein air | 46 s 07     | Yalta | 27 mai 2012     |
| 400 m   | Salle     | 46 s 70     | Sumy  | 14 février 2013 |